# Szuhoj (vállalat)
A Szuhoj Vállalat, vagy röviden Szuhoj (oroszul: Компания „Сухой“) egy Oroszországban nyílt részvénytársasági formában működő, állami tulajdonban lévő repülőgépgyártó vállalat. Központja Moszkvában található. A többi nagy orosz repülőgépgyártóhoz hasonlóan a holdingként működő Egyesített Repülőgépgyártó Vállalathoz tartozik. A vállalat által előállított repülőgépek a Szu és Be típusjelzést használják.

## A Szohojhoz tartozó vállalatok
- OKB Szuhoj (Szuhoj tervezőiroda)
- Komszomolszki Gagarin Repülőgépgyártó Termelési Egyesülés (KNAAPO)
- Novoszibirszki Cskalov Repülőgépgyártó Termelési Egyesülés (NAPO)
- Irkutszki Repülőgépgyár (Irkut)
- Szuhoj Polgári Repülőgépek vállalat
- Taganrogi Berijev Tudományos-műszaki Komplexum (TANTK)

## Lásd még
- Pavel Oszipovics Szuhoj

## Külső hivatkozások
- A Szuhoj Vállalat honlapja Archiválva 2020. szeptember 17-i dátummal a Wayback Machine-ben
- A Komszomolszki Repülőgépgyártó termelési Egyesülés honlapja Archiválva 2004. augusztus 29-i dátummal a Wayback Machine-ben
- A Novoszibirszki Repülőgépgyártó Termelési Egyesülés honlapja Archiválva 2010. április 3-i dátummal a Wayback Machine-ben
- A Szuhoj Polgári Repülőgépek vállalat honlapja
- Az Irkut Repülőgépgyár honlapja
- A Taganrogi Berijev Tudományos-műszaki Komplexum honlapja Archiválva 2016. március 2-i dátummal a Wayback Machine-ben